# Пелехівщина
Пелехі́вщина — село в Україні, у Градизькій селищній громаді Кременчуцького району Полтавської області. Населення станом на 1 січня 2011 становить 57 осіб. Площа населеного пункту — 130,9 га.

## Географія
Село розташоване в 5-и км від лівого берега Кременчуцького водосховища в районі Сульського лиману. До села примикають села Вишні та Посмашнівка.

## Населення
Станом на 1 січня 2011 року населення села становить 57 осіб з кількістю дворів — 18.
- 2001 — 79.
- 2011 — 57.

### Мова
Розподіл населення за рідною мовою за даними перепису 2001 року:
| Мова       | Кількість | Відсоток |
| ---------- | --------- | -------- |
| українська | 79        | 100%     |

## Уродженці
У селі народилися і провели дитячі та юнацькі роки відомі українські композитори Георгій та Платон Майбороди.